# Veli Lehtelä
Veli Veikko Valtteri Lehtelä (ur. 6 września 1935 w Sääksmäki, zm. 3 czerwca 2020 w Valkeakoski) – fiński wioślarz, dwukrotny medalista olimpijski.
Wystąpił na igrzyskach olimpijskich w Melbourne w 1956, gdzie Finowie w składzie: Kauko Hänninen, Reino Poutanen, Veli Lehtelä, Toimi Pitkänen i Matti Niemi (sternik) zdobyli brązowy medal w czwórkach ze sternikiem. W wyścigu finałowym o 11,5 sekundy wyprzedzili ich Włosi, a o 8,5 sekundy lepsi byli Szwedzi. Wystąpił tam także w czwórkach bez sternika, jednak odpadł w repasażach pierwszej rundy. Na rozgrywanych cztery lata późnej igrzyskach olimpijskich w Rzymie w parze z Toimim Pitkänenem zajął trzecie miejsce w dwójkach bez sternika. W finale wyprzedzili ich tylko reprezentanci ZSRR i Austrii. Brał też udział w igrzyskach olimpijskich w Tokio w 1964, gdzie w tej samej konkurencji Pitkänen i Lehtelä zajęli szóste miejsce.
W czwórkach ze sternikiem zdobył złoty medal na mistrzostwach Europy w Bledzie (1956). Złoto zdobył też srebro w dwójkach ze sternikiem na mistrzostwach Europy w Gandawie (1955). Ponadto zdobył dwa medale w dwójkach bez sternika: złoty na mistrzostwach Europy w Poznaniu (1958) i srebrny na mistrzostwach Europy w Pradze (1961).
Jego syn, Jorma, również był wioślarzem.